# Kazimierz Mięsowicz
Kazimierz Mięsowicz (ur. 8 marca 1892 w Korczynie, zm. 13 października 1980) – kapitan artylerii Wojska Polskiego, nadkomisarz Policji Państwowej.

## Życiorys
Był najmłodszym synem Michała i Katarzyny z Wiluszów. Ojciec Michał – samouk, zorganizował pracę tkaczy chałupników w Korczynie i okolicy i założył skład wysyłkowy wyrobów tkackich. Był wieloletnim burmistrzem miasteczka oraz działaczem ruchu ludowego w tym rejonie Podkarpacia.
Kazimierz Mięsowicz po ukończeniu szkoły powszechnej w Korczynie pobierał naukę w gimnazjum w Jaśle od 1903 r. do 1907 r., a następnie w Jarosławiu, gdzie w 1911 r. zdał maturę. Po czym podjął w Krakowie wyższe studia prawnicze na Uniwersytecie Jagiellońskim oraz handlowe w Wiedniu.
Z chwilą wybuchu I wojny światowej powołany został do cesarskiej i królewskiej armii. Po przeszkoleniu na oficera artylerii brał udział w walkach na froncie austriacko-rosyjskim. W 1916 r. w czasie ofensywy Brusiłowa dostał się do niewoli rosyjskiej, skąd wrócił w listopadzie roku 1918 – w ramach wymiany jeńców.
W 1919 r. zgłosił się jako ochotnik do oddziałów artylerii Wojska Polskiego w Przemyślu i wyruszył na front polsko-ukraiński, a następnie wziął udział w wojnie polsko-bolszewickiej. Po zakończeniu działań wojennych pozostał w wojsku w stopniu porucznika w swoim macierzystym 4 pułku artylerii polowej (od 1931 – 4 pułku artylerii lekkiej) w Inowrocławiu. W 1924 awansowany do stopnia kapitana. 
W 1936 przeniósł się do pracy w Policji Państwowej, do Komendy Głównej PP w Warszawie w randze nadkomisarza (majora). Pracował w referacie wojskowym tejże Komendy.
Po wybuchu II wojny światowej objęty został ewakuacją urzędów centralnych. Następnie, po wkroczeniu na tereny wschodnie wojsk sowieckich, znalazł się na emigracji w Rumunii. Usiłował przedostać się do Armii Polskiej do Francji, ale bezskutecznie. W rezultacie w 1941 r. z chwilą, kiedy Rumunia stała się satelitą III Rzeszy, został wraz z przebywającymi tam jeszcze wojskowymi przewieziony przez Niemców do obozu jenieckiego Oflag VI E w Dorsten k. Dortmundu.
Tworząc w Generalnym Gubernatorstwie Policję Polską, tzw. Policję Granatową Niemcy stwierdzili, że przedwojenny rząd Polski nie wydał dekretu o militaryzacji policji na wypadek wojny i w wyniku tego uznali, że oficerowie policji państwowej nie są kombatantami, lecz urzędnikami, którzy tylko przez niedopatrzenie znaleźli się w obozach jenieckich. W razie odmowy podjęcia pracy w tworzonej przez nich policji na terenach GG miało być traktowane jako sabotaż zarządzeń władz i ukarane osadzeniem w obozie koncentracyjnym lub śmiercią.
Zwolniony przez Niemców z oflagu Kazimierz Mięsowicz został pod konwojem przewieziony do GG i mianowany komendantem powiatowym Polskiej Policji w Krośnie, na którym to stanowisku pozostał do czasu wycofania się jednostek administracyjnych okupanta w końcu lipca 1944 r. W tej pracy nawiązał współpracę z podziemiem polskim, został oficerem kontrwywiadu AK. Ratował swoich współrodaków od śmierci, więzienia, wywózki do obozów czy też na roboty przymusowe. Doprowadził do usunięcia z rejonu powiatu trzech największych zbirów spośród żandarmów niemieckich. Spowodował, że co najmniej trzy zakrojone na wielką skalę obławy przeciwko oddziałom partyzanckim skończyły się niepowodzeniem. W końcu w kwietniu 1944 r. sam jeden doprowadził do ocalenia mieszkańców wsi Dylągowa przed masową zagładą przez niemiecką ekspedycję karną.
Gdy Krosno i okolica zostały zajęte przez Armię Czerwoną, Kazimierz Mięsowicz ukrywał się, a gdy powstała administracja polska, zgłosił się do Wojska Polskiego. Otrzymał wezwanie do Lublina na 6 stycznia 1945 r., ale 26 grudnia 1944 r. został aresztowany przez UB w Krośnie. Po wielotygodniowym areszcie stanął przed Sądem Wojskowym w Rzeszowie, gdzie został uniewinniony. W tym czasie społeczeństwo powiatu Krośnieńskiego złożyło podpisy pod petycją do władz, na podstawie której Powiatowa Rada Narodowa w Krośnie wydała urzędową rehabilitację majora Mięsowicza.
W parę tygodni później został on aresztowany ponownie, tym razem przez NKWD. Uwolniony, z trudem znalazł pracę, najpierw jako kierownik administracyjny w cegielni w Polance-Karol, potem (zwolniony z powodu swojej przeszłości) w Zakładach Przemysłu Terenowego w Skołyszynie k. Jasła, a od 1953 w Jaśle. W 1958 został zwolniony na emeryturę i wtedy podjął pracę nauczyciela języka niemieckiego w Liceum Ogólnokształcącym im. Króla Stanisława Leszczyńskiego w Jaśle. Po rezygnacji z pracy w szkole przez wiele lat uczył tego języka prywatnie.
W latach 70. został przez Polski Rząd na Uchodźstwie w Londynie odznaczony Krzyżem Armii Krajowej. Zmarł 13 października 1980. Pochowany w grobowcu rodzinnym na Starym Cmentarzu przy ul. Zielonej w Jaśle (sektor 6-1-680).

## Ordery i odznaczenia
- Krzyż Walecznych (dwukrotnie[4], po raz pierwszy w 1921[5])
- Srebrny Krzyż Zasługi (19 marca 1935)[6]
- Krzyż Armii Krajowej